# Økologiske processer
Alle levende væsner har behov for at skaffe sig energi og organiske næringsstoffer. Energien kan udvindes ved kemosyntese fra kemiske forbindelser, men den kan også fås ved at sollyset udnyttes, sådan som det sker i fotosyntesen. Energien indbygges i organiske stoffer, og den frigives igen ved nedbrydning af stofferne enten gennem fermentering eller ved respiration. Selv om der stadig findes organismer, der lever af kemosyntese, så er de begrænset til få og små nicher. Størstedelen af det organiske stof er[?] producenter (alger og planter) med fotosyntese, mens det bruges dels af producenterne selv og dels af hele den lange kæde af konsumenter (planteædere, rovdyr osv.).
Der er dog to forskellige fødekæder: græsningskæden og nedbrydningskæden. I græsningskæden æder organismerne op til 10% af det stof, som planterne har produceret. Planterne begrænser græsningen ved forskellige virkemidler: gifte, repellanter, tornethed eller symbiose med egnede dyr, svampe eller bakterier. Desuden spiller både rovdyr og parasitter en betydelig rolle i hæmningen af græsningstrykket.
Nedbryderne udnytter det døde, organiske materiale (plante- og dyrerester, ekskrementer osv.), og gennem deres stofskifte frigør de efterhånden de uorganiske forbindelser, der i sin tid blev brugt ved opbygningen af det organiske stof. Også nedbrydernes virksomhed har sine begrænsende faktorer. Amøber og nematoder er rovdyr i forhold til bakterier og svampe, og på den måde vil f.eks. balancen bakterier >< nematoder være bestemmende for, hvor hurtigt og i hvilken rækkefølge stofferne nedbrydes.
Begge disse fødekæder fortsætter i rovdyr, der bliver færre og større, jo længere oppe i fødekæden, de befinder sig. Mens stofferne (kulstof, ilt, brint, kvælstof, fosfor, kalium, magnesium osv.) efterhånden fritstilles og genbruges, så opbruges energien helt. Den ender før eller senere som varme, der afgives fra organismerne til deres miljø, og som tabes derfra til verdensrummet.